# Hureldorj Batjishig
Hureldorj Batjishig es una deportista mongola que compitió en judo. Ganó una medalla de bronce en el Campeonato Asiático de Judo de 2007, en la categoría de –70 kg.

## Palmarés internacional
| Campeonato Asiático | Campeonato Asiático | Campeonato Asiático | Campeonato Asiático |
| Año                 | Lugar               | Medalla             | Categoría           |
| ------------------- | ------------------- | ------------------- | ------------------- |
| 2007                | Kuwait (Kuwait)     | Medalla de bronce   | –70 kg              |